# Plutonium(III)-bromid
Plutonium(III)-bromid ist eine chemische Verbindung bestehend aus den Elementen Plutonium und Brom. Es besitzt die Formel PuBr3 und gehört zur Stoffklasse der Bromide.

## Darstellung
Plutonium(III)-bromid kann durch Reaktion von Plutonium(IV)-oxid-hydrat mit Bromwasserstoff hergestellt werden.
{\displaystyle {\ce {2 PuO2 . x H2O + 8 HBr -> 2 PuBr3 + (4 + 2 x) H2O + Br2}}}
Ebenfalls möglich ist die Darstellung durch Reaktion von Plutonium(III)-oxalat-decahydrat mit Bromwasserstoff.
{\displaystyle {\ce {Pu2(C2O4)3 . 10 H2O + 6 HBr -> 2 PuBr3 + 3 CO + 3 CO2 + 13 H2O}}}

## Eigenschaften
Plutonium(III)-bromid bildet sehr hygroskopische blaugrüne bis smaragdgrüne Kristalle mit einem Schmelzpunkt von 681 °C. Im geschmolzenen Zustand ist es bei 683 °C grün und bernsteingelb bei 850 °C. Es kristallisiert im orthorhombischen Kristallsystem in der Raumgruppe Ccmm (Raumgruppen-Nr. 63, Stellung 2) mit den Gitterparametern a = 1262 pm, b = 409 pm und c = 910 pm und vier Formeleinheiten pro Elementarzelle. Im Kristall wird jedes Plutoniumion durch acht Bromidionen koordiniert, das Koordinationspolyeder ist ein zweifach überkapptes trigonales Prisma.

## Sicherheitshinweise
Einstufungen nach der CLP-Verordnung liegen nicht vor, obwohl die chemische Giftigkeit bekannt ist. Wichtig sind die auf der Radioaktivität beruhenden Gefahren, sofern es sich um eine dafür relevante Stoffmenge handelt.